# Belmond Hotel Palacio Nazarenas
El Belmond Hotel Palacio Nazarenas es un hotel de lujo (cinco estrellas) ubicado en la ciudad del Cusco, Perú. Ha sido establecido sobre la Casa de las Sierpes que data del siglo XVII que fuera el antiguo local del Monasterio de las Nazarenas. Tiene un estilo barroco andino construido sobre muros incas. El hotel se encuentra en la Plazoleta de las Nazarenas a trescientos metros de la Plaza de Armas y es vecino al Belmond Hotel Monasterio establecido sobre el antiguo local del Seminario de San Antonio Abad.
El inmueble donde se encuentra el hotel forma parte, desde 1972, de la Zona Monumental del Cusco declarada como Monumento Histórico del Perú. Asimismo, desde 1983 forma parte de la zona central declarada por la UNESCO como Patrimonio Cultural de la Humanidad.
El año 2008 la cadena hotelera Orient Express Ltd. (hoy Belmond Ltd.) inició los trabajos de remodelación del inmueble para ser usado como hotel. Estos trabajos culminaron el año 2011 con la apertura del hotel 'Palacio Nazarenas. Todas los alojamientos del hotel son suites. En total suman 55 entre las que se cuentan 16 suites pequeñas, 29 suites estándar, 9 suites grandes y la gran suite Nazarenas. Cuenta también con el restaurante bar Senzo que fue ideado por el reconocido cocinero peruano Virgilio Martínez. El hotel es constantemente reconocido como el mejor del Perú y uno de los mejores a nivel mundial.